# Eugagrella
Eugagrella is een geslacht van hooiwagens uit de familie Sclerosomatidae.
De wetenschappelijke naam Eugagrella is voor het eerst geldig gepubliceerd door Roewer in 1910. 

## Soorten
Eugagrella omvat de volgende 25 soorten:
- Eugagrella abdominalis
- Eugagrella aemula
- Eugagrella argentata
- Eugagrella barnesi
- Eugagrella bimaculata
- Eugagrella carli
- Eugagrella celerrima
- Eugagrella ceylonensis
- Eugagrella cuernosa
- Eugagrella fokiana
- Eugagrella jacobsoni
- Eugagrella laticlavia
- Eugagrella malabarica
- Eugagrella minima
- Eugagrella muara
- Eugagrella palliditarsus
- Eugagrella palnica
- Eugagrella rufescens
- Eugagrella rufispina
- Eugagrella simaluris
- Eugagrella stoliczkae
- Eugagrella trimaculata
- Eugagrella variegata
- Eugagrella yuennanana
- Eugagrella zilchi